# Jekaterina Abramova

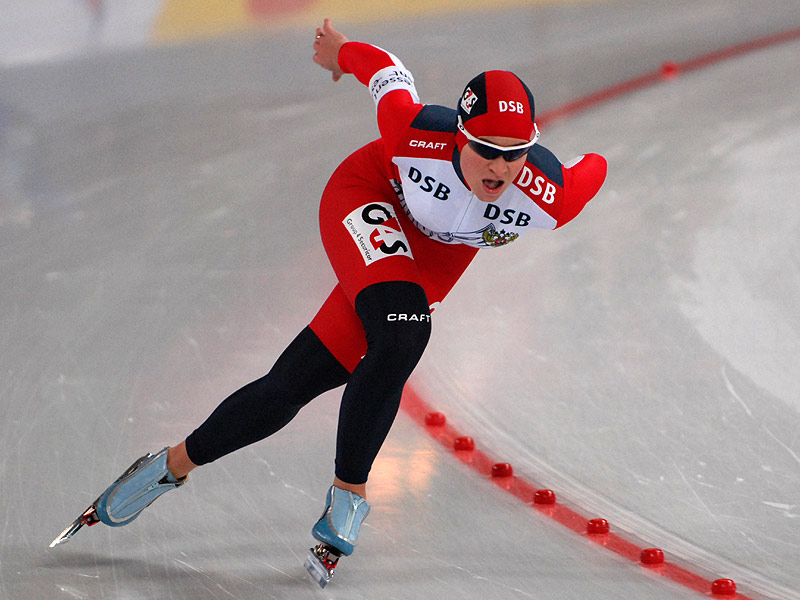
Abramova tijdens een wereldbekerwedstrijd (2008)

Jekaterina Konstantinova Abramova (Russisch: Екатерина Константиновна Абрамова) (Leningrad, 24 april 1982) is een Russisch voormalig langebaanschaatsster. Ze was een allroundschaatsster met een voorkeur voor de korte en middellange afstanden.
Nationaal stond Abramova eenmaal op het erepodium van een NK allroundkampioenschap, in 2007 werd ze kampioene. Ze behaalde diverse ereplaatsen tijdens de nationale afstandskampioenschappen.
Op internationaal niveau was ze sinds begin 2006 ook een factor van betekenis. Bij haar deelname aan de Olympische Winterspelen in Turijn behaalde ze de negende plaats op de 1000 meter, terwijl ze tot die tijd meestal in de B-groep was gestart bij wereldbekerwedstrijden. Bij de ploegenachtervolging behaalde ze samen met haar teamgenoten Varvara Barysjeva, Galina Lichatsjova, Jekaterina Lobysjeva en Svetlana Vysokova de bronzen medaille.
In het seizoen 2005/06 nam Abramova voor het eerst deel aan het EK allround, ze werd na goede resultaten op de korte afstanden (tweede op de 500m, vijfde op de 1500m) elfde in het eindklassement. Ze plaatste zich daarmee voor het WK allround van 2006 waar ze zich niet wist te kwalificeren voor de afsluitende vierde afstand. Ze werd vijftiende in het eindklassement.
Bij het EK allround van 2007 werd Abramova, mede dankzij een tweede plaats op de 500 en 1500 meter, tiende in het eindklassement. Ze mocht dankzij deze klassering haar tweede WK allroundtoernooi schaatsen en eindigde deze keer op de achttiende plaats in het klassement. Op het EK allround van 2008 in Kolomna eindigde ze op de dertiende plaats. Ze wist zich dankzij deze klassering weer te plaatsen voor het WK allroundtoernooi en eindigde deze keer op de negentiende plaats in het klassement. Op het EK allround van 2009 werd ze veertiende.

## Persoonlijke records
| Afstand    | Tijd    | Datum            | Baan           |
| ---------- | ------- | ---------------- | -------------- |
| 500 meter  | 38,74   | 11 december 2009 | Salt Lake City |
| 1000 meter | 1.16,02 | 11 maart 2007    | Salt Lake City |
| 1500 meter | 1.57,21 | 19 maart 2006    | Calgary        |
| 3000 meter | 4.09,44 | 12 november 2005 | Calgary        |
| 5000 meter | 7.24,14 | 24 december 2006 | Kolomna        |

## Resultaten
| Jaar | EK Allround | WK Allround | WK Sprint | WK Afstanden                | Olympische Spelen                     | WK Junioren |
| ---- | ----------- | ----------- | --------- | --------------------------- | ------------------------------------- | ----------- |
| 1999 |             |             |           |                             |                                       | NC25        |
| 2000 |             |             |           |                             |                                       | NC25        |
|      |             |             |           |                             |                                       |             |
| 2006 | 11e         | NC15        |           |                             | 09e 1000m · 21e 1500m · achtervolging |             |
| 2007 | 10e         | NC18        | 20e       | 17e 1000m 04e achtervolging |                                       |             |
| 2008 | NC13        | NC19        |           |                             |                                       |             |
| 2009 | NC14        |             |           |                             |                                       |             |
| 2010 |             |             |           |                             | 32e 1500m                             |             |

NC = niet aan de afsluitende vierde afstand deelgenomen

### Medaillespiegel
| Kampioenschap     | Goud | Zilver | Brons |
| ----------------- | ---- | ------ | ----- |
| Olympische Spelen | 0    | 0      | 1     |